# Сахіх аль-Бухарі
Сахіх аль-Бухарі (араб. صحيح البخاري) — один з шести основних сунітських збірок хадисів (Кутуб ас-Сітта). Хадіси зібрані середньовічним ісламським богословом Мухаммедом аль-Бухарі, після того як протягом двох сотень років ці хадіси передавалися в усній формі. Сахіх аль-Бухарі для сунітів є одним з трьох найнадійніших збірок хадисів разом з сахіх Мусліма і Муватта імама Маліка. Деякі богослови вважають сахіх аль-Бухарі найважливішою ісламської книгою після Корану. Арабське слово сахіх перекладається як достовірний, справжній.
Ібн ас-Салах сказав, що в Сахіх аль-Бухарі 7 275 хадисів, включаючи повторювані, а без урахування повторюваних хадисів — 4 000.